# Neoclosterus lujae
Neoclosterus lujae là một loài bọ cánh cứng trong họ Cerambycidae.